# Starosel Gate
Das Starosel Gate (englisch; bulgarisch Староселска порта Staroselska porta) ist ein 150 m breiter und  500 m hoher Gebirgspass auf der Livingston-Insel im Archipel der Südlichen Shetlandinseln. Im Levski Ridge der Tangra Mountains liegt er zwischen dem St. Naum Peak und dem nördlichen Ende des Balchik Ridge. Er stellt die Überlandverbindung zwischen dem Bojana-Gletscher und dem oberen Abschnitt des Macy-Gletschers dar.
Bulgarische Wissenschaftler kartierten ihn zwischen 2004 und 2005. Die bulgarische Kommission für Antarktische Geographische Namen benannte ihn 2006 nach der Ortschaft Starosel im Zentrum Bulgariens.